# Rettungsmedaille (Sachsen)

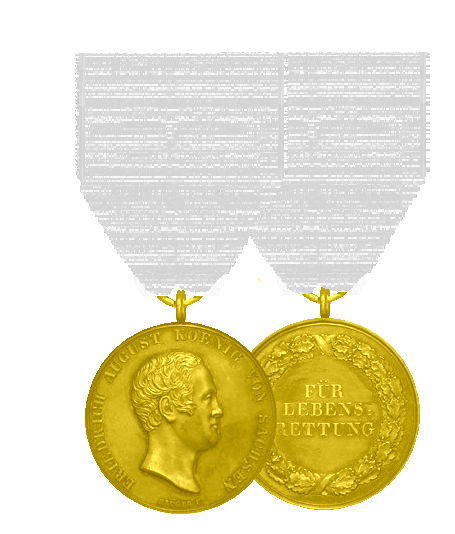
Medaille von 1838

Die Rettungsmedaille wurde am 18. Mai 1831 von König Anton von Sachsen und seinem Mitregenten Friedrich August von Sachsen gestiftet und war zur Belohnung von Personen vorgesehen, die unter eigener Lebensgefahr einen anderen Menschen gerettet hatten.

## Stufen
Die Rettungsmedaille wurde abhängig von der schwere der Umstände der Hilfeleistung in drei Stufen verliehen:
- Gold
- Silber
- Bronze

## Aussehen
Die runde Medaille zeigt in ihrer ersten Ausführung die nach rechts gewendeten und leicht versetzten Brustbilder der Stifter mit der Umschrift ANTON KOENIG VON SACHSEN UND FRIEDRICH AUGUST MITREGENT VON SACHSEN. In den späteren Ausführungen ist jeweils das nach rechts gewendete Brustbild des regierenden Monarchen mit der entsprechenden Umschrift zu sehen. Im Revers die dreizeilige, von einem dichten Eichenlaubkranz umschlossene Inschrift FÜR LEBENSRETTUNG.

## Trageweise
Getragen wurde die Auszeichnung an einem weißen Band auf der linken Brustseite.

## Sonstiges
Das Königreich Sachsen war das erste deutsche Land, das eine tragbare Lebensrettungsmedaille stiftete.